# Tarnogóra (Lublin)
Tarnogóra is een plaats in het Poolse district  Krasnostawski, woiwodschap Lublin. De plaats maakt deel uit van de gemeente Izbica en telt 952 inwoners.